# Nogometni Klub Osijek
Il Nogometni Klub Osijek, meglio noto come Osijek, è una società calcistica croata con sede nella città di Osijek. Milita nella Hrvatska nogometna liga, la massima divisione del campionato croato di calcio.
Fondata in 1945, la squadra si posiziona al 19º posto nella classifica perpetua della Prva Liga Jugoslava. Vanta la vittoria di una Coppa di Croazia. Dopo l'indipendenza della Croazia, nel 1991, il club ha sempre militato nella Prva liga, la massima divisione croata.
Lo stadio Gradski vrt, che ospita le partite interne del club, ha una capacità di 20 510 spettatori.

## Storia
Fondato nel 1945 con il nome di NK Proleter, nel 1961 cambiò nome in NK Slavonija, per assumere infine la denominazione finale nel 1968. Il club venne promosso nel massimo campionato jugoslavo nella stagione 1977-1978, dove rimase, con l'eccezione della stagione 1980-1981, fino alla dissoluzione della Jugoslavia.
Inserito nella Prva hrvatska nogometna liga, la massima divisione del campionato croato di calcio, nel 1992, il club ha da allora sempre militato nella divisione di vertice del calcio croato. In breve tempo divenne una delle squadre migliori della nazione, concludendo il campionato al terzo posto nel 1992 e ripetendo il risultato nel 1994-1995 e nel 1995-1996. Nel 1995-1996 giocò i preliminari di Coppa UEFA. Al terzo posto del 1997-1998 fece seguito il primo successo, la vittoria della Coppa di Croazia, nel 1998-1999.
Il risultato internazionale più importante dell'Osijek risale ai preliminari di UEFA Europa League 2017-2018, quando al terzo turno la squadra batté per 1-0 gli olandesi del PSV Eindhoven (stesso risultato all'andata e in trasferta). Il club sfiorò poi la qualificazione al tabellone principale di quella competizione, venendo eliminato dagli austriaci dell'Austria Vienna nonostante un inutile successo in terra austriaco.

## Palmarès

### Competizioni nazionali
- Campionato jugoslavo di seconda divisione: 4

1969-1970 (girone nord), 1972-1973 (girone nord), 1976-1977 (girone ovest), 1980-1981 (girone ovest)
- Coppa di Croazia: 1

1998-1999

### Competizioni giovanili
- Omladinski kup Jugoslavije u nogometu: 1

1987-1988
- Juniorsko prvenstvo Hrvatske u nogometu: 3

1993-1994, 2005-2006, 2012-2013
- Kup Hrvatske u nogometu za juniore: 4

2005-2006, 2017-2018, 2018-2019, 2023-2024
- Scirea Cup: 1

2013

### Altri piazzamenti
- Campionato croato:

Secondo posto: 2020-2021
Terzo posto: 2021-2022, 2022-2023
- Coppa di Croazia:

Semifinalista: 2021-2022, 2024-2025

## Statistiche e record

### Statistiche nelle competizioni UEFA
Tabella aggiornata alla stagione 2024-2025.
| Competizione                  | Partecipazioni | G  | V  | N | P  | RF | RS |
| ----------------------------- | -------------- | -- | -- | - | -- | -- | -- |
| Coppa UEFA/UEFA Europa League | 10             | 37 | 19 | 3 | 15 | 45 | 48 |
| UEFA Conference League        | 4              | 14 | 7  | 4 | 3  | 22 | 21 |
| Coppa Intertoto               | 1              | 2  | 0  | 2 | 0  | 2  | 2  |

## Organico

### Rosa 2024-2025
Aggiornato al 16 gennaio 2025.
| N. |                        | Ruolo | Calciatore       |
| -- | ---------------------- | ----- | ---------------- |
| 4  | Croazia (bandiera)     | D     | Krešimir Vrbanac |
| 5  | Armenia (bandiera)     | D     | Styopa Mkrtchyan |
| 7  | Croazia (bandiera)     | C     | Vedran Jugović   |
| 9  | Svizzera (bandiera)    | A     | Kemal Ademi      |
| 10 | Brasile (bandiera)     | C     | Pedro Lima       |
| 11 | Paesi Bassi (bandiera) | A     | Ricuenio Kewal   |
| 13 | Italia (bandiera)      | D     | Alessandro Tuia  |
| 14 | Croazia (bandiera)     | C     | Marko Soldo      |
| 15 | Croazia (bandiera)     | P     | Tin Sajko        |
| 17 | Austria (bandiera)     | A     | Arnel Jakupovic  |
| 18 | Croazia (bandiera)     | C     | Niko Farkaš      |
| 20 | Portogallo (bandiera)  | C     | Tiago Dantas     |
| 22 | Croazia (bandiera)     | D     | Roko Jurišić     |
| 24 | Croazia (bandiera)     | A     | Filip Živković   |
| 26 | Croazia (bandiera)     | D     | Luka Jelenić     |

| N. |                                 | Ruolo | Calciatore      |
| -- | ------------------------------- | ----- | --------------- |
| 27 | Portogallo (bandiera)           | A     | Hernâni         |
| 31 | Croazia (bandiera)              | P     | Marko Malenica  |
| 33 | Svezia (bandiera)               | D     | Emin Hasić      |
| 34 | Croazia (bandiera)              | A     | Anton Matković  |
| 36 | Bosnia ed Erzegovina (bandiera) | D     | Nail Omerović   |
| 38 | Croazia (bandiera)              | P     | Jan Hlapčić     |
| 39 | Croazia (bandiera)              | A     | Domagoj Bukvić  |
| 42 | Brasile (bandiera)              | D     | Renan Guedes    |
| 46 | Croazia (bandiera)              | A     | Ivan Barić      |
| 49 | Croazia (bandiera)              | D     | Ivano Kolarik   |
| 55 | Croazia (bandiera)              | D     | Ivan Cvijanović |
| 66 | Svizzera (bandiera)             | C     | Petar Pušić     |
| 98 | Croazia (bandiera)              | C     | Šimun Mikolčić  |
|    | Croazia (bandiera)              | C     | Hrvoje Babec    |

## Statistiche europee

### Totale
| Competizione                | Giocate | V  | P | S  | GF | GS | Ultima stagione giocata |
| --------------------------- | ------- | -- | - | -- | -- | -- | ----------------------- |
| UEFA Cup UEFA Europa League | 36      | 18 | 3 | 15 | 44 | 46 | 2019–20                 |
| Coppa Intertoto             | 2       | 0  | 2 | 0  | 2  | 2  | 2006                    |
| Totale                      | 38      | 18 | 5 | 13 | 46 | 48 |                         |

Fonte: uefa.com, Aggiornato al 26 luglio 2012
Giocate = Partite giocate; V = Vinti; N = Partite pareggiate; S = Partite perse; GF = Goal fatti; GS = Goal subiti.

### Stagioni
| Stagione | Competizione       | Turno | Avversario        | Casa | Trasferta | Somma           |
| -------- | ------------------ | ----- | ----------------- | ---- | --------- | --------------- |
| 1995–96  | Coppa UEFA         | QR    | Slovan Bratislava | 0–2  | 0–4       | 0–6             |
| 1998–99  | Coppa UEFA         | QR2   | Anderlecht        | 3–1  | 0–2       | 3–3 (gfc)       |
| 1999–00  | Coppa UEFA         | R1    | West Ham Utd      | 1–3  | 0–3       | 1–6             |
| 2000–01  | Coppa UEFA         | R1    | Brøndby           | 0–0  | 2–1       | 2–1             |
| 2000–01  | Coppa UEFA         | R2    | Rapid Vienna      | 2–1  | 2–0       | 4–1             |
| 2000–01  | Coppa UEFA         | R3    | Slavia Praga      | 2–0  | 1–5       | 3–5             |
| 2001–02  | Coppa UEFA         | QR    | Dinaburg          | 1–0  | 1–2       | 2–2 (gfc)       |
| 2001–02  | Coppa UEFA         | R1    | Gorica            | 1–0  | 2–1       | 3–1             |
| 2001–02  | Coppa UEFA         | R2    | AEK Atene         | 1–2  | 2–3       | 3–5             |
| 2006     | Coppa Intertoto    | R2    | Ethnikos Achnas   | 2–2  | 0–0       | 2–2 (gfc)       |
| 2012–13  | UEFA Europa League | QR1   | FC Santa Coloma   | 3–1  | 1–0       | 4–1             |
| 2012–13  | UEFA Europa League | QR2   | Kalmar            | 1–3  | 0–3       | 1–6             |
| 2017-18  | UEFA Europa League | QR1   | UE Santa Coloma   | 4-0  | 2–0       | 6-0             |
| 2017-18  | UEFA Europa League | QR2   | Lucerna           | 2–0  | 1–2       | 3-2             |
| 2017-18  | UEFA Europa League | QR3   | PSV               | 1-0  | 1–0       | 2-0             |
| 2017-18  | UEFA Europa League | PO    | Austria Vienna    | 1-2  | 1–0       | 2-2 (gfc)       |
| 2018-19  | UEFA Europa League | QR1   | Petrocub Hîncești | 1–1  | 2–1       | 3-2             |
| 2018-19  | UEFA Europa League | QR2   | Rangers           | 0–1  | 1–1       | 1–2             |
| 2019-20  | UEFA Europa League | QR2   | CSKA Sofia        | 0–1  | 1–0       | 3–4 (ai rigori) |

### Statistiche giocatori
- Maggiori presenze nelle competizioni europee: 17 presenze[3]
  - Bakir Beširević
- Miglior goleador nelle competizioni europee: 3 goal[3]
  - Nenad Bjelica
  - Almir Turković

## N.K. Osijek II
Dalla stagione 2016-17 è stata istituita la seconda squadra dell'Osijek conosciuta come Osijek II. Al pari delle seconde squadre della Dinamo Zagabria, Rijeka e Hajduk Spalato è stata in inserita in Terza Divisione e non può partecipare alla Coppa Nazionale né essere promossa nella stessa categoria della "Prima Squadra". È composta da giocatori fra i 18 e i 21 anni, nelle partite ufficiali possono giocare solo 5 "fuori quota".